# 서산동문초등학교
서산동문초등학교는 대한민국 충청남도 서산시 동문1동에 있는 공립 초등학교이다.

## 학교 연혁
- 2009년 4월 23일: 개교

## 학교 정보
2009년 개교하여 서산 관내 초등학교 중 학생 수가 가장 많은 초등학교이다. 2013년 운동장 확장, 2014년 교실 수 부족으로 인해 건물 증축을 하였다. 대부분의 학생들이 졸업 후 근처 중학교인 서령중학교, 서산석림중학교에 진학하는 편이며 학생 선호에 따라 서산여자중학교 등 서산 관내 중학교에 진학한다.

## 참고 자료
- 서산동문초등학교 - 한국교육학술정보원 학교알리미